# Efstáthios Chorafás
Efstáthios Chorafás (en grec moderne : Ευστάθιος Χωραφάς), né en 1871 à Céphalonie, est un nageur grec. 
Il remporte deux médailles de bronze olympiques aux Jeux olympiques d'été de 1896 à Athènes, l'une dans l'épreuve du 500 m nage libre et l'autre dans l'épreuve de 1 200 m nage libre.